# Sagliano Micca
Sagliano Micca – miejscowość i gmina we Włoszech, w regionie Piemont, w prowincji Biella.
Według danych na styczeń 2009 gminę zamieszkiwały 1684 osoby przy gęstości zaludnienia 113 os./1 km².